# Rocca Malatestiana (Fano)
La rocca malatestiana è una costruzione militare sita nella città di Fano. Fu una delle prime fortezze erette nelle Marche nel XV secolo.

## Storia

### Edificazione
Edificata da Matteo Nuti per volere di Sigismondo Malatesta, signore della città di Fano, fra il 1438 e il 1452, la Rocca è di forma quadrangolare con torrioni ai fianchi e venne costruita in due tempi: inizialmente fu realizzato il recinto interno attorno a un mastio e in un secondo momento venne ampliata la cinta esterna.
L'anno di inizio dei lavori di costruzione della Rocca non è certo: Ebhardt data l'inizio dei lavori intorno al 1415-1420 e al 1438, Serra attribuisce la costruzione di un nucleo primitivo a Pandolfo III nel 1424 e di un ampliamento sotto Sigismondo prima del 1452. Ma l'ipotesi più accreditata risulta essere quella di Bertozzi che parla di lavori iniziati nel 1438 sotto Sigismondo Malatesta, che curò la progettazione dei lavori assieme a Nuti e a Brunelleschi.
La parte più antica dell'intero complesso architettonico è la rocchetta, edificata su resti romani e medievali, dove prima era probabilmente sita un'area portuale.
Tra il 1437 e il 1438 Sigismondo promise dei lavori funzionali alla difesa della città di Fano, vennero così rafforzate le difese militari, costruite alcune torri di vedetta e la Rocca stessa.
Dal 1430 al 1452 i lavori di miglioramento funzionale proseguirono ininterrottamente sino al 1463.

### Restauro
Antonio da Sangallo il Giovane, in seguito ai danni causati dall'assedio da parte di Francesco Maria Della Rovere, effettuò lavori di restauro alle muraglie e innalzò nuovi torrioni, rendendo il torrione orientale quasi un bastione, collocandovi una bocca da fuoco.
Nel 1705 furono eseguiti lavori di sistemazione esterna dell'attuale ingresso della Rocca; successivamente, nel 1860, fu adibita a carcere mandamentale.
Lavori di restauro vennero effettuati anche in seguito al terremoti del 1916 e al terremoto del Vulture del 1930, che colpirono la città di Fano.
Nel 1932 Locchi intervenne sul prospetto nord-ovest (Rocchetta e Mastio) con un rifacimento di merlature e camminamenti.
I Mastio, verso il termine della seconda guerra mondiale, fu minato il 21 agosto 1944, ma dopo il bombardamento i lavori di restauro al Mastio non ebbero inizio sino al 1951.
Con il passare degli anni e a causa degli agenti atmosferici si verificarono danneggiamenti nella muratura e il ponticello d'accesso cedette interamente; i lavori di riparazione vennero eseguiti per garantire l'accesso alla Rocca mediante un ponte in muratura di due arcate.
Venne iniziato il rivestimento esterno dell'angolo nord-occidentale, a partire dal 1972, con mattoni nuovi; per l'inestetismo creatosi dall'accostamento di mattoni nuovi con quelli vecchi fu interrotto il rivestimento esterno che doveva proseguire in tutta la lunghezza dell'angolo.
Nel 2017 sono stati ultimati interventi di riqualificazione grazie ai quali può ospitare eventi e fino 800 posti a sedere.

## Struttura
Alla Rocca si accedeva da due ponti levatoi, divisi dal rivellino e dal Mastio che tradizionalmente veniva chiamato Torre Malatestiana.
La Rocca non è collocata né all'interno né all'esterno delle mura, ma costituiva una porta posteriore fortificata con funzione di difesa.
La scarpatura fu costruita con una notevole inclinazione in modo tale che i nemici non riuscissero a sottrarsi al lancio di pietre e i proiettili scagliati dalle catapulte rimbalzassero di sbieco.
La corte interna è circoscritta al muro di sostegno dei camminamenti superiori e dal basso fabbricato ospitante la cappella e le celle del carcere: originariamente questo ambiente della Rocca era terrazzato e in seguito venne elevato di un piano e venne ricoperto a tetto per ospitare le stalle, alle quali si accedeva con una scala a rampa.
Risale al 1442 un primo rivellino in legno.
Dal 1463 all'intervento del Sangallo, Nuti effettuò riparazioni delle mura e della porta maggiore.
Dopo Sigismondo la struttura della Rocca venne modificata in base a esigenze difensive ed eventi storici, mantenendo sempre l'originaria fisionomia rettangolare delimitato da cortine con bastioni angolari.

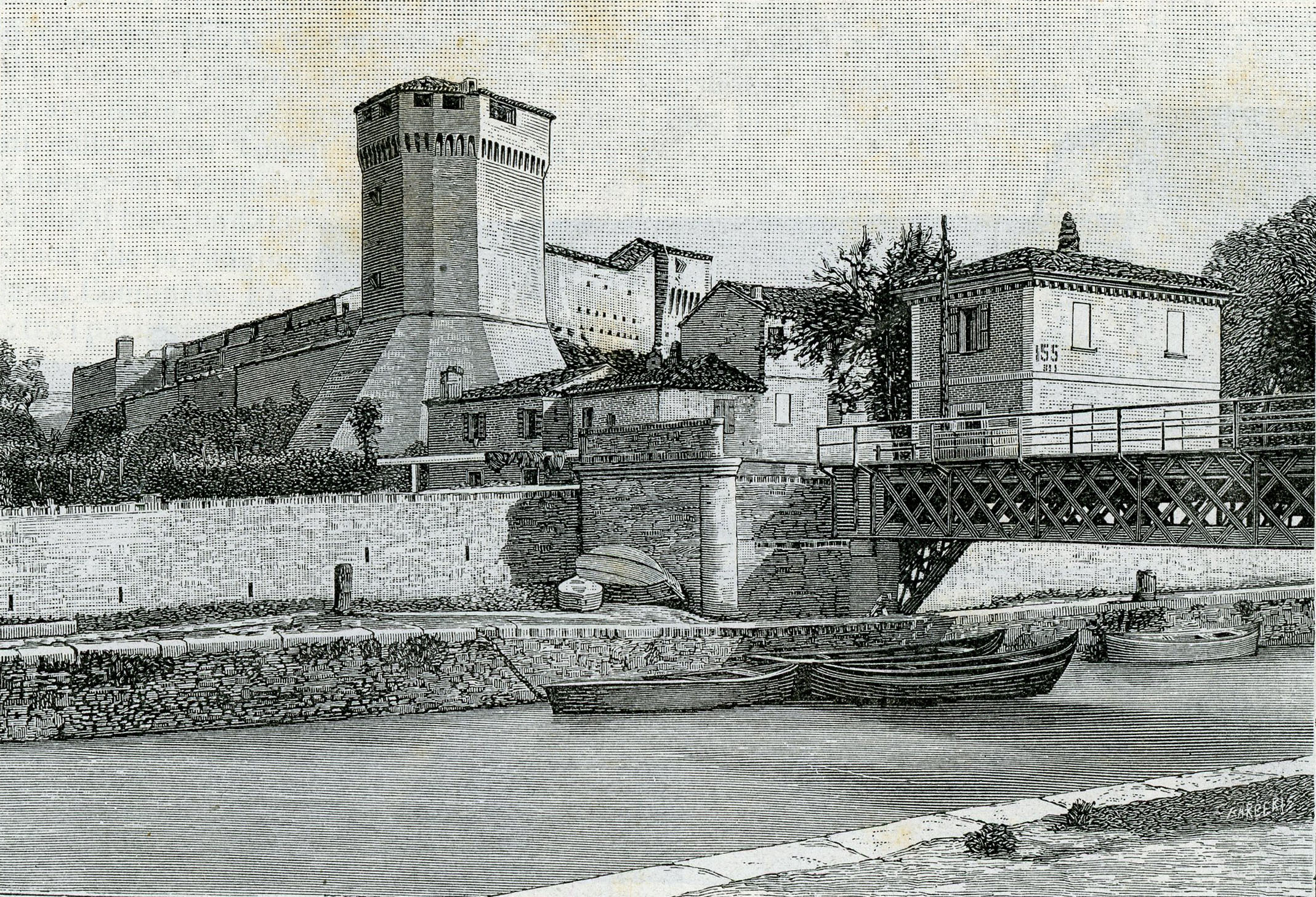
Torre Malatestiana e ponte della ferrovia (xilografia, 1898).
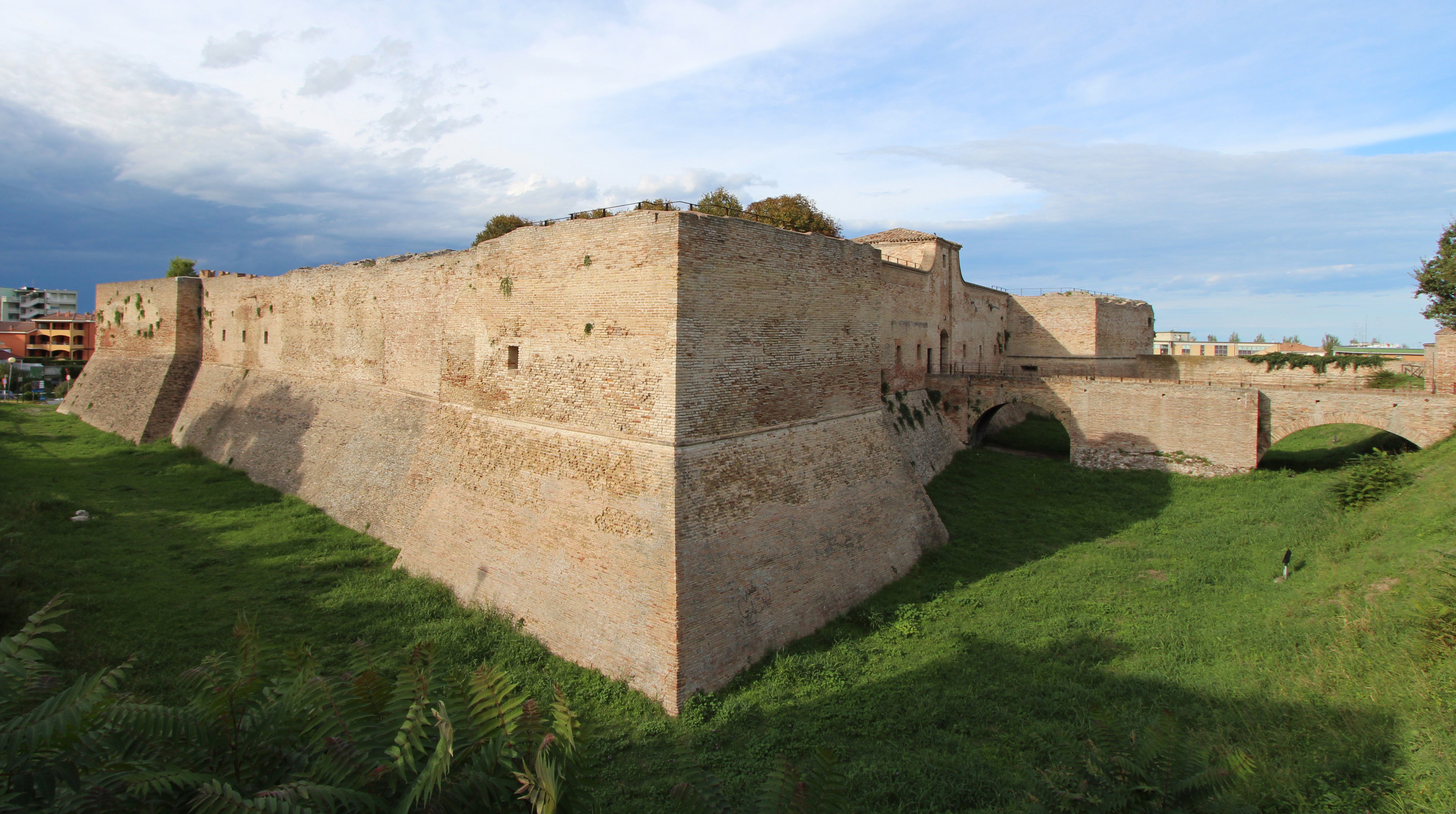
Bastione angolare